# Wereldkampioenschappen schaatsen allround 2001
Het wereldkampioenschappen schaatsen allround 2001 werd op 10 en 11 februari 2001 op Városligeti Müjégpálya te Boedapest gehouden.
Titelverdedigers waren de Duitse Claudia Pechstein en de Nederlander Gianni Romme, die tijdens de Wereldkampioenen van 2000 in Milwaukee wereldkampioen werden.
Dit keer werden de Duitse Anni Friesinger en Nederlander Rintje Ritsma wereldkampioen.

## Vrouwentoernooi
Vierentwintig schaatssters, 13 uit Europa Duitsland (3), Nederland (3), Rusland  (3), Oostenrijk (2), Hongarije (1) en Noorwegen  (1), 6 uit Noord-Amerika & Oceanië (Canada (4) en de Verenigde Staten (2), 5 uit Azië (Japan (4) en China (1), namen eraan deel. Vier rijdsters debuteerden dit jaar.
Anni Friesinger werd met haar vijfde deelname aan het WK Allround de derde Duitse wereldkampioene, in navolging van Gunda Niemann (8x) en Claudia Pechstein (1x).
Claudia Pechstein stond met haar negende deelname voor de zesde opeenvolgende jaar op het erepodium, na vier tweede plaatsen en de eerste plaats in 2000, nu weer tweede. Renate Groenewold werd tiende Nederlandse die bij de huldiging op het erepodium plaats nam, zij werd derde. Op de 3000m veroverde ze de gouden medaille en op de 5000m de zilveren medaille.
Naast Renate Groenewold bestond de Nederlandse afvaardiging uit Barbara de Loor (5e) en Tonny de Jong (8e).
Emese Hunyady (13e plaats) reed dit jaar haar zestiende WK Allroundtoernooi en was daarmee de eerste vrouw die dit aantal bereikte. Gunda Niemann reed dit jaar haar twaalfde WK Allround en was daarmee de zevende vrouw die dit aantal bereikte. Ze werd vanwege een diskwalificatie op de 3000m, waarna ze op de 1500m niet meer startte, niet in het eindklassement opgenomen.

## Eindklassement

### Mannen
| Rang   | Schaatser         | Land             | Punten  | 500m        | 5000m        | 1500m        | 10.000m       |
| ------ | ----------------- | ---------------- | ------- | ----------- | ------------ | ------------ | ------------- |
| Goud   | Rintje Ritsma     | Nederland        | 158,731 | 37,76 (5)   | 6.51,08 (7)  | 1.54,18 (2)  | 13.56,07 (2)  |
| Zilver | Ids Postma        | Nederland        | 159,476 | 37,61 (3)   | 6.49,51 (2)  | 1.54,12 (1)  | 14.17,51 (8)  |
| Brons  | Bart Veldkamp     | België           | 159,731 | 39,19 (20)  | 6.43,69 (1)  | 1.56,89 (12) | 13.44,19 (1)  |
| 4      | Keiji Shirahata   | Japan            | 160,754 | 38,30 (9)   | 6.49,93 (4)  | 1.57,61 (16) | 14.05,16 (4)  |
| 5      | Dustin Molicki    | Canada           | 160,878 | 38,56 (14)  | 6.50,42 (5)  | 1.55,96 (5)  | 14.12,46 (6)  |
| 6      | Aleksandr Kibalko | Rusland          | 161,040 | 37,64 (4)   | 6.57,80 (11) | 1.54,98 (3)  | 14.25,89 (10) |
| 7      | Dmitri Sjepel     | Rusland          | 161,368 | 38,66 (15)  | 6.53,10 (8)  | 1.55,80 (4)  | 14.15,97 (7)  |
| 8      | Vadim Sajutin     | Rusland          | 161,512 | 39,40 (21)  | 6.50,86 (6)  | 1.56,27 (10) | 14.05,40 (5)  |
| 9      | Christian Breuer  | Duitsland        | 161,623 | 37,55 (1)   | 6.59,00 (13) | 1.56,09 (6)  | 14.29,54 (11) |
| 10     | Jochem Uytdehaage | Nederland        | 162,549 | 38,99 (18)  | 6.56,73 (9)  | 1.56,23 (8)  | 14.22,87 (9)  |
| 11     | Sergej Tsibenko   | Kazachstan       | 163,423 | 37,82 (6)   | 7.00,10 (15) | 1.56,77 (11) | 14.53,41 (12) |
| 12     | Frank Dittrich    | Duitsland        | 163,615 | 40,63 (23)  | 6.49,69 (3)  | 2.00,29 (22) | 13.58,41 (3)  |
| NC13   | Derek Parra       | Verenigde Staten | 118,857 | 37,98 (7)   | 7.01,77 (18) | 1.56,10 (7)  |               |
| NC14   | Takahiro Ushiyama | Japan            | 119,151 | 37,59 (2)   | 7.04,71 (19) | 1.57,27 (14) |               |
| NC15   | KC Boutiette      | Verenigde Staten | 119,522 | 38,79 (17)  | 6.59,79 (14) | 1.56,26 (9)  |               |
| NC16   | Cédric Kuentz     | Frankrijk        | 119,934 | 38,40 (11)  | 7.05,61 (20) | 1.56,92 (13) |               |
| NC17   | Kevin Marshall    | Canada           | 120,073 | 38,34 (10)  | 7.01,07 (16) | 1.58,88 (18) |               |
| NC18   | Mark Knoll        | Canada           | 120,263 | 39,02 (19)  | 6.58,77 (12) | 1.58,10 (17) |               |
| NC19   | Roberto Sighel    | Italië           | 120,543 | 38,51 (12)  | 7.01,73 (17) | 1.59,58 (20) |               |
| NC20   | Jan Friesinger    | Duitsland        | 120,669 | 38,78 (16)  | 7.07,16 (21) | 1.57,52 (15) |               |
| NC21   | Chris Callis      | Verenigde Staten | 121,209 | 38,52 (13)  | 7.09,09 (22) | 1.59,34 (19) |               |
| NC22   | Toshihiko Itokawa | Japan            | 121,872 | 40,03 (22)  | 6.57,29 (10) | 2.00,34 (23) |               |
| NC23   | Eiji Kohara       | Japan            | 122,907 | 38,21 (8)   | 7.13,57 (23) | 2.04,02 (24) |               |
| NC24   | JP Shilling       | Verenigde Staten | 134,483 | 51,06 *(24) | 7.15,53 (24) | 1.59,61 (21) |               |

### Vrouwen
| Rang   | Schaatsster               | Land             | Punten  | 500m       | 3000m        | 1500m        | 5000m        |
| ------ | ------------------------- | ---------------- | ------- | ---------- | ------------ | ------------ | ------------ |
| Goud   | Anni Friesinger           | Duitsland        | 169,690 | 39,99 (1)  | 4.19,78 (3)  | 2.03,38 (1)  | 7.32,78 (6)  |
| Zilver | Claudia Pechstein         | Duitsland        | 169,791 | 41,12 (7)  | 4.18,32 (2)  | 2.04,35 (2)  | 7.21,68 (1)  |
| Brons  | Renate Groenewold         | Nederland        | 170,133 | 41,16 (8)  | 4.16,57 (1)  | 2.05,13 (4)  | 7.25,02 (2)  |
| 4      | Cindy Klassen             | Canada           | 170,630 | 40,49 (3)  | 4.23,38 (6)  | 2.05,00 (3)  | 7.25,78 (3)  |
| 5      | Barbara de Loor           | Nederland        | 171,218 | 40,81 (5)  | 4.22,09 (4)  | 2.05,49 (5)  | 7.28,97 (4)  |
| 6      | Varvara Barysjeva         | Rusland          | 172,692 | 40,53 (4)  | 4.28,73 (10) | 2.06,25 (6)  | 7.32,91 (7)  |
| 7      | Maki Tabata               | Japan            | 173,187 | 41,41 (11) | 4.24,72 (7)  | 2.06,61 (7)  | 7.34,54 (9)  |
| 8      | Tonny de Jong             | Nederland        | 173,386 | 41,31 (10) | 4.23,35 (5)  | 2.09,68 (11) | 7.29,59 (5)  |
| 9      | Jennifer Rodriguez        | Verenigde Staten | 173,482 | 40,29 (2)  | 4.28,37 (9)  | 2.06,85 (9)  | 7.41,81 (12) |
| 10     | Song Li                   | China            | 174,799 | 41,45 (12) | 4.29,54 (12) | 2.06,81 (8)  | 7.41,56 (11) |
| 11     | Kristina Groves           | Canada           | 176,821 | 43,28 (21) | 4.29,35 (11) | 2.09,81 (12) | 7.33,80 (8)  |
| 12     | Svetlana Vysokova         | Rusland          | 176,974 | 42,34 (19) | 4.28,11 (8)  | 2.13,26 (21) | 7.35,30 (10) |
| NC13   | Emese Hunyady             | Oostenrijk       | 128,876 | 40,93 (6)  | 4.32,26 (15) | 2.07,71 (10) |              |
| NC14   | Natalja Polozkova-Kozlova | Rusland          | 130,081 | 41,25 (9)  | 4.32,51 (16) | 2.10,24 (14) |              |
| NC15   | Nami Nemoto               | Japan            | 130,579 | 41,95 (14) | 4.30,44 (13) | 2.10,67 (15) |              |
| NC16   | Emese Dörfler-Antal       | Oostenrijk       | 131,111 | 41,89 (13) | 4.32,17 (14) | 2.11,58 (20) |              |
| NC17   | Eriko Seo                 | Japan            | 131,112 | 42,00 (15) | 4.32,92 (17) | 2.10,88 (18) |              |
| NC18   | Yuri Obara                | Japan            | 131,766 | 42,00 (15) | 4.37,04 (21) | 2.10,78 (16) |              |
| NC19   | Krisztina Egyed           | Hongarije        | 131,876 | 42,13 (18) | 4.36,80 (20) | 2.10,84 (17) |              |
| NC20   | Nicole Slot               | Canada           | 132,766 | 43,35 (22) | 4.34,36 (19) | 2.11,07 (19) |              |
| NC21   | Tara Risling              | Canada           | 132,771 | 42,44 (20) | 4.34,29 (18) | 2.13,85 (22) |              |
| NC22   | Ann Driscoll              | Verenigde Staten | 134,208 | 44,03 (23) | 4.40,77 (23) | 2.10,15 (13) |              |
| NC23   | Anne Therese Tveter       | Noorwegen        | 137,701 | 44,79 (24) | 4.39,67 (22) | 2.18,90 (23) |              |
| DQ2    | Gunda Niemann-Stirnemann  | Duitsland        | 42,010  | 42,01 (17) | DQ           | NS           |              |

* = met val
NC = niet gekwalificeerd
NF = niet gefinisht
NS = niet gestart
DQ = gediskwalificeerd
Vet gezet = kampioenschapsrecord